# Indigofera circinella
Indigofera circinella är en ärtväxtart som beskrevs av Baker f. Indigofera circinella ingår i släktet indigosläktet, och familjen ärtväxter. Inga underarter finns listade i Catalogue of Life.